# Аліса у Дивокраї (фільм, 1903)
«Аліса у Дивокраї» (англ. Alice in Wonderland, 1903) — німий чорно-білий фільм Сесіля Гепворта і Персі Стоу. Перша екранізація «Аліси у Дивокраї» Льюїса Керролла. Прем'єра відбулася 17 жовтня 1903 року.

## Сюжет
Попри дуже поганий стан і пропущені епізоди в збереженій копії, видно, що фільм охоплює майже всі ключові моменти історії: початок, гонитву за білим кроликом, спроби Аліси потрапити в прекрасний сад за дверцятами, сцену на кухні з куховаркою та поросям, розмову з Чеширським котом, «шалене чаювання».
Фінал творці фільму спростили: сцени судового засідання немає. Аліса зустрічає процесію карт у саду, Чирвова королева запрошує її приєднатися до них, Аліса відмовляється, між ними спалахує сварка. Королева кличе ката, щоб той відрубав Алісі голову. Аліса відштовхує ката, що підійшов зі сокирою, і вся процесія карт біжить за Алісою садовою доріжкою (див. постер), Аліса втікає від них і… прокидається на галявині.

## Художні особливості
Фільм зацікавив глядачів. У ньому є спецефекти досить високого рівня для кінематографу початку XX століття. Наприклад, Аліса зменшується і росте, перебуваючи в ляльковому будиночку.
Донині дивом збереглася лише одна копія цього фільму тривалістю близько 8 хвилин. І вона неповна — деякі частини втрачено. В оригіналі фільм тривав близько 10—12 хвилин, тобто, був значно довшим від звичайного британського кінофільму тих років. Можна сказати, що фільм був блокбастером ери початку кінематографу — не лише за тривалістю, а й щодо рівня продюсування, небаченого на той час.

## В ролях
- Мей Кларк[3] — Аліса
- Сесіль Гепворт[en] — жаба
- Місіс Гепворт — Білий Кролик / Королева
- Норман Віттен — Капелюшник / Риба
- Стенлі Фейтфул — гральна карта
- Жоффре Фейтфул — гральна карта
- Масовка з багатьох дітей у ролі гральних карт.

## Видання
Матеріал фільму видано на DVD, як бонус до іншого фільму за цим твором Керролла: телефільму 1966 року «Аліса у Дивокраї» режисера Джонатана Міллера. Фільм супроводжує закадровий коментар диктора, який розповідає історію його створення та пояснює процес знімання.